# 白英·他空
白英·他空（英語：Paing Takhon，香港譯名帕他空，1996年9月17日—）是缅甸男模特、演员、歌手。他于2014年以T台模特的身份开始了自己的娱乐生涯。2021年緬甸軍事政變發生後，2021年4月8日，帕他空因反對缅甸军政府而被逮捕。其Instagram和Facebook帳戶亦被封鎖。
2021年12月27日，他被缅甸军政府判处三年有期徒刑。 於 2022年3月2日因緬甸軍政府特赦而出獄。